# Eiskunstlauf-Europameisterschaften 1965

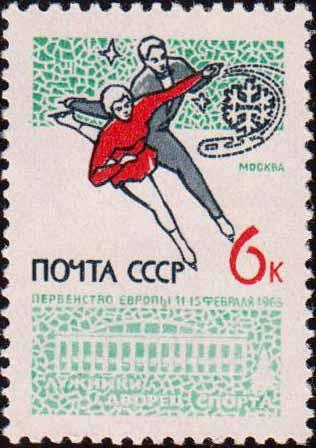
Briefmarke zur EM 1965

Die 57. Eiskunstlauf-Europameisterschaften fanden vom 11. bis 15. Februar 1965 in Moskau statt.

## Ergebnisse

### Herren
| Platz | Sportler              | Land                   |
| ----- | --------------------- | ---------------------- |
| 1     | Emmerich Danzer       | Österreich             |
| 2     | Alain Calmat          | Frankreich             |
| 3     | Peter Jonas           | Österreich             |
| 4     | Sepp Schönmetzler     | BR Deutschland         |
| 5     | Wolfgang Schwarz      | Österreich             |
| 6     | Robert Dureville      | Frankreich             |
| 7     | Peter Krick           | BR Deutschland         |
| 8     | Ondrej Nepela         | Tschechoslowakei       |
| 9     | Philippe Pélissier    | Frankreich             |
| 10    | Sergei Tschetweruchin | Sowjetunion            |
| 11    | Giordano Abbondati    | Italien                |
| 12    | Günter Zöller         | DDR                    |
| 13    | Marian Filc           | Tschechoslowakei       |
| 14    | Jenő Ébert            | Ungarn                 |
| 15    | Hywel Evans           | Vereinigtes Königreich |
| 16    | Hans-Jürg Studer      | Schweiz                |

### Damen
| Platz | Sportlerin            | Land                   |
| ----- | --------------------- | ---------------------- |
| 1     | Regine Heitzer        | Österreich             |
| 2     | Sally-Anne Stapleford | Vereinigtes Königreich |
| 3     | Nicole Hassler        | Frankreich             |
| 4     | Helli Sengstschmid    | Österreich             |
| 5     | Gabriele Seyfert      | DDR                    |
| 6     | Dianne Peach          | Vereinigtes Königreich |
| 7     | Hana Mašková          | Tschechoslowakei       |
| 8     | Jana Mrázková         | Tschechoslowakei       |
| 9     | Astrid Czermak        | Österreich             |
| 10    | Angelika Wagner       | BR Deutschland         |
| 11    | Uschi Keszler         | BR Deutschland         |
| 12    | Zsuzsa Szentmiklóssy  | Ungarn                 |
| 13    | Sandra Brugnera       | Italien                |
| 14    | Tamara Moskwina       | Sowjetunion            |
| 15    | Pia Zürcher           | Schweiz                |
| 16    | Karin Dehle           | Norwegen               |
| 17    | Britt Elfving         | Schweden               |
| 18    | Denise Neanne         | Frankreich             |
| 19    | Marianne Baek         | Niederlande            |
| 20    | Pia Vingisaar         | Finnland               |

### Paare
| Platz | Sportler                               | Land                   |
| ----- | -------------------------------------- | ---------------------- |
| 1     | Ljudmila Beloussowa / Oleg Protopopow  | Sowjetunion            |
| 2     | Gerda Johner / Ruedi Johner            | Schweiz                |
| 3     | Tatjana Schuk / Alexander Gorelik      | Sowjetunion            |
| 4     | Sonja Pfersdorf / Günter Matzdorf      | BR Deutschland         |
| 5     | Irene Müller / Hans-Georg Dallmer      | DDR                    |
| 6     | Tatjana Tarassowa / Georgi Proskurin   | Sowjetunion            |
| 7     | Margot Glockshuber / Wolfgang Danne    | BR Deutschland         |
| 8     | Agnesa Wlachovská / Peter Bartosiewicz | Tschechoslowakei       |
| 9     | Gerlinde Schönbauer / Wilhelm Bietak   | Österreich             |
| 10    | Marika Csordas / László Kondi          | Ungarn                 |
| 11    | Gudrun Hauss / Walter Häfner           | BR Deutschland         |
| 12    | Monique Mathys / Yves Aellig           | Schweiz                |
| 13    | Vera Stehliková / Karel Fajer          | Tschechoslowakei       |
| 14    | Ingeborg Strell / Ferry Dedovich       | Österreich             |
| 15    | Renate Rößler / Klaus Wasserfuhr       | DDR                    |
| 16    | Glenis Parry / John Bayman             | Vereinigtes Königreich |
| 17    | Anna-Maja Rissanen / Ilka Varhee       | Finnland               |

### Eistanz
| Platz | Sportler                                 | Land                   |
| ----- | ---------------------------------------- | ---------------------- |
| 1     | Eva Romanová / Pavel Roman               | Tschechoslowakei       |
| 2     | Janet Sawbridge / David Hickinbottom     | Vereinigtes Königreich |
| 3     | Yvonne Suddick / Roger Kennerson         | Vereinigtes Königreich |
| 4     | Diane Towler / Bernard Ford              | Vereinigtes Königreich |
| 5     | Györgyi Korda / Pál Vásárhelyi           | Ungarn                 |
| 6     | Gabriele Rauch / Rudi Matysik            | BR Deutschland         |
| 7     | Jitka Babická / Jaromír Holan            | Tschechoslowakei       |
| 8     | Brigitte Martin / Francis Gamichon       | Frankreich             |
| 9     | Jutta Peters / Wolfgang Kunz             | BR Deutschland         |
| 10    | Christel Trebesiner / Gerald Felsinger   | Österreich             |
| 11    | Annerose Baier / Eberhard Rüger          | DDR                    |
| 12    | Edith Mato / Karoly Csanadi              | Ungarn                 |
| 13    | Nadeschda Welle / Alexander Treschtschew | Sowjetunion            |
| 14    | Ludmila Kotková / Václav Kotek           | Tschechoslowakei       |
| 15    | Heidi Metzger / Herbert Rothkappl        | Österreich             |